# キャサリン・コーネル
キャサリン・コーネル（英:Katharine Cornell 1893年2月16日 - 1974年6月9日）は、アメリカ合衆国で活躍した女優。

## 経歴
1893年、ドイツベルリン市内で生まれる。アメリカ合衆国へ渡り、1916年にワシントンスクェア劇団に入り舞台デビューを果たす。活動の中心をブロードウェイに置き、代表的な出演作として「ロミオとジュリエット」、「アントニーとクレオパトラ」など。特に「ロミオとジュリエット」のジュリエット役は評価され、1948年にトニー賞を受賞した。同僚の俳優の多くが映画界へ転身する中、1960年頃まで舞台女優としてあり続けた。このため映画やテレビにはほとんど出演せず、あまり映像も残っていないため日本では知名度が無きに等しい。1974年、肺炎のためマサチューセッツ州ビンヤードヘブンの自宅にて死去。81歳。